# Dimitri De Fauw
Dimitri De Fauw (ur. 13 lipca 1981 w Gandawie, zm. 6 listopada 2009 tamże) – belgijski kolarz szosowy i torowy.
Odnosił spore sukcesy w kolarstwie torowym, do których można zaliczyć m.in. mistrzostwo Belgii w sprincie i scratchu. W 2006 r. De Fauw miał groźny wypadek na torze podczas zawodów w Gandawie, zderzył się tam z innym kolarzem Isaakiem Gálvezem, który stracił panowanie nad rowerem i uderzył przy dużej prędkości w bandę, zmarł wskutek doznanych obrażeń. Od tego czasu De Fauw cierpiał na depresję, jednak nadal startował na torze. Popełnił samobójstwo 6 listopada 2009 roku.